# Meridiano 103 E
O meridiano 103 E é um meridiano que, partindo do Polo Norte, atravessa o Oceano Ártico, Ásia, Oceano Índico, Oceano Antártico, Antártida e chega ao Polo Sul. Forma um círculo máximo com o Meridiano 77 W.
Começando no Polo Norte, o meridiano 103º Este tem os seguintes cruzamentos:
| País, território ou mar | Notas                                                                               |
| ----------------------- | ----------------------------------------------------------------------------------- |
| Oceano Ártico           |                                                                                     |
| Mar de Laptev           |                                                                                     |
| Rússia                  | Krai de Krasnoyarsk - Ilha Bolchevique                                              |
| Oceano Ártico           | Mar de Kara                                                                         |
| Rússia                  | Krai de Krasnoyarsk Oblast de Irkutsk Buriácia                                      |
| Mongólia                |                                                                                     |
| China                   | Mongólia Interior Gansu Qinghai — cerca de 7 km Gansu Sichuan Yunnan Sichuan Yunnan |
| Vietname                |                                                                                     |
| Laos                    |                                                                                     |
| Tailândia               |                                                                                     |
| Camboja                 | Continente e ilha de Koh Kong                                                       |
| Golfo da Tailândia      |                                                                                     |
| Mar da China Meridional |                                                                                     |
| Malásia                 | Ilha Redang                                                                         |
| Golfo da Tailândia      |                                                                                     |
| Malásia                 |                                                                                     |
| Estreito de Malaca      |                                                                                     |
| Indonésia               | Ilhas Rangsang, Tebing Tinggi e Samatra                                             |
| Oceano Índico           |                                                                                     |
| Oceano Antártico        |                                                                                     |
| Antártida               | Território Antártico Australiano, reclamado pela Austrália                          |